# Cantone di Saint-Étienne-de-Lugdarès
Il Cantone di Saint-Étienne-de-Lugdarès era un cantone francese dell'arrondissement di Largentière.
A seguito della riforma approvata con decreto del 13 febbraio 2014, che ha avuto attuazione dopo le elezioni dipartimentali del 2015, è stato soppresso.

## Composizione
Comprendeva i comuni di:
- Borne
- Cellier-du-Luc
- Laval-d'Aurelle
- Laveyrune
- Le Plagnal
- Saint-Alban-en-Montagne
- Saint-Étienne-de-Lugdarès
- Saint-Laurent-les-Bains